# قلعة نو (حومة بم)
قلعة نو (بالفارسية: قلعه نو) هي قرية تقع في إيران في منطقة مركزية ريفية. يقدر عدد سكانها بـ 337 نسمة بحسب إحصاء 2016.